# 順化承宣

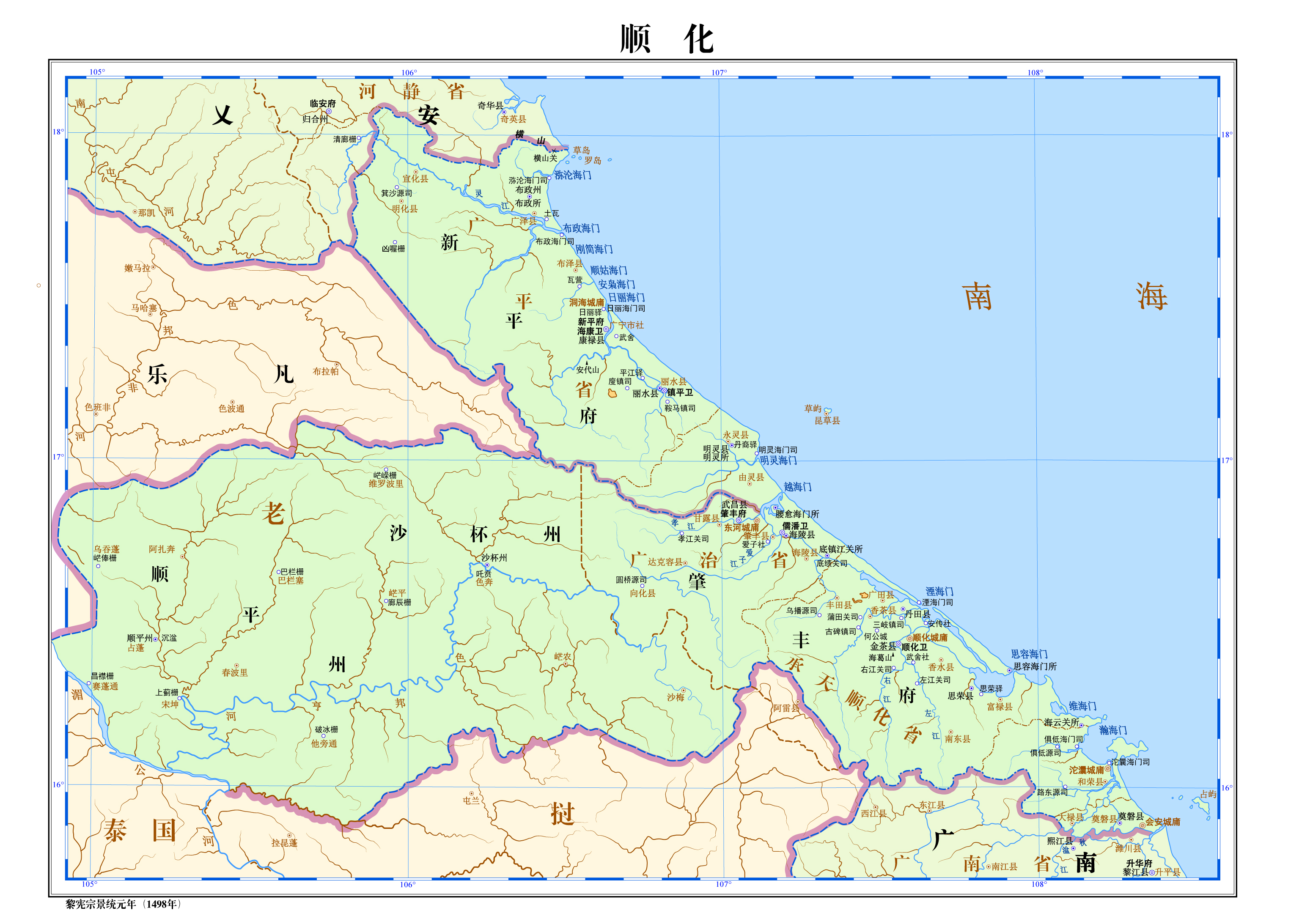
順化承宣

顺化承宣（越南语：／），是越南后黎朝十三处承宣之一。其轄區包括今天的廣平省、廣治省、承天順化省和峴港市。

## 建置沿革
洪熙元年（1425年）七月，黎利派遣并夺取新平、顺化等地。宣德二年（1428年），黎利建立后黎朝，复改二府为顺化路、新平路，隶属海西道。
光顺七年（1466年）六月，黎圣宗划分天下为十二承宣，置顺化承宣。光顺十年（1469年），重划天下为十二承宣，仍设顺化承宣，原顺化路改为肇丰府，下辖6县2州，原新平路改为新平府，下辖2县2州，2府均隶属顺化承宣。
洪德二十一年（1490年）四月，黎圣宗下令绘制各承宣地图（划定版图），各承宣改题为“处”，顺化承宣为顺化处。洪顺以后，越南频遭战乱，各政权以军事为重，又称“处”为“镇”，顺化处为顺化镇。

## 行政区划
顺化承宣下辖2府8县4州。
- 肇丰府下辖武昌县、丹田县、海陵县、金茶县、思荣县、奠磐县、顺平州、沙杯州6县2州。
- 新平府下辖康禄县、丽水县、明灵州、布政州2县2州。